# Медяник В'ячеслав Анатолійович
В'ячеслав Анатолійович Медяник (нар. 3 серпня 1987, Сніжне, Донецької області, Українська РСР) — український юрист, підприємець, політик, народний депутат України IX скликання, член Комітету Верховної Ради з питань правоохоронної діяльності, голова підкомітету з питань законодавства про адміністративні правопорушення та охоронної і детективної діяльності.

## Походження та навчання
В'ячеслав Медяник народився 3 серпня 1987 року в місті Сніжне Донецької області. В'ячеслав Медяник активно займався будівельним бізнесом, але незадовго до отримання депутатського мандата продав свої частки.
Медяник розпочав свій підприємницький шлях у 2002 році, коли у підлітковому віці створив підприємство, до складу якого вклав 100000 доларів США.
Закінчив факультет правознавства Дніпропетровського державного університету внутрішніх справ. Кандидат політичних наук. Захистив дисертацію на тему: "Політичне представництво у функціонуванні державного механізму в перехідних суспільствах".
Координатор юридичного напряму в Штабі національного захисту Дніпропетровської області.

## Політична кар'єра
Був помічником депутата Дніпропетровської міської ради 6 скликання Жадана Євгенія Володимировича.
Працював помічником депутата Верховної Ради 8 скликання Андрія Денисенка та депутата Верховної Ради 7 скликання Миколи Паламарчука на громадських засадах.
У 2019 році Медяник був обраний Народним депутатом України на одномандатному виборчому окрузі № 27 в Дніпрі (Соборний район, частина Самарського району, частина Центрального району м. Дніпра) від партії «Слуга народу». На час виборів був фізичною особою-підприємцем та безпартійним. Проживає в м. Дніпрі.
Заступник члена Постійної делегації у Парламентській асамблеї Ради Європи.
Голова Підкомітету з питань законодавства про адміністративні правопорушення та охоронної і детективної діяльності. Брав участь в розробці законопроєкту про приватну детективну діяльність.
Заступник співголови групи з міжпарламентських зв'язків з Республікою Корея. Член декількох груп з міжпарламентських зв'язків з Об’єднаними Арабськими Еміратами, Республікою Сінгапур, Австрійською Республікою, Японією, Канадою.
Входить у такі міжфракційні об'єднання: Українці в світі, ОДЕЩИНА, Слобожанщина, ДНІПРО!.
Веде активну законотворчу діяльність (у 2019 році депутатом було подано 19 законопроєктів та 3 поправки).
Один з ініціаторів законопроєкту 2695, який передбачає посилення відповідальності за керування у стані алкогольного сп'яніння і значне розширення повноважень поліцейських..
Станом на 18 грудня 2019 року результати голосувань депутата такі:  За — 1008; Не голосував — 207; Проти — 21; Утримався — 297.
У жовтні 2019 року Спеціалізована антикорупційна прокуратура (САП) відкрила провадження за фактом листування Медяника, у якому він обговорював, яким шляхом можна "вирішити питання" з прокурорами.
У 2020 році під час місцевих виборів задекларував подарунок вартістю понад 1 мільйон гривень.

## Родина
Одружений. Виховує чотирьох дочок та одного сина. Родина вважається лідерами за кількістю нерухомості серед дніпровських депутатів.
Батько — Анатолій Медяник (за даними ЗМІ помер 2017 року), колишній начальник спецпідрозділу по боротьбі з корупцією і організованою злочинністю СБУ в Дніпропетровській області.
Діловий партнер — Береза Юрій Миколайович, командир добровольчого батальйону «Дніпро-1», Народний депутат України.